# Спасительная пустыня (фильм)
«Спасительная пустыня» (англ. The Sheltering Desert) — фильм 1992 года режиссёра Регардта ван ден Берга по одноимённой автобиографической книге Хенно Мартина.

## Сюжет
Трое друзей-немцев — два геолога и пилот небольшого самолёта, после прихода к власти в Германии нацистов уезжают в Южную Африку. Когда в Европе запахло войной, лётчик уезжает на родину и вступает в люфтваффе, а двое других, Хенно Мартин и Герман Корн, остаются. С началом войны британские власти интернируют всех мужчин немецкой общины в лагеря для перемещённых лиц. Друзья не захотели подчиниться и, взяв с собой припасы, радиоприёмник и собаку, уехали в пустыню. Британская контрразведка, заподозрив их в шпионаже, начинает поиски…

## В ролях
- Джейсон Коннери — Хенно Мартин
- Руперт Грейвс — Герман Корн
- Джосс Экленд — полковник Джонстон
- Кейт Нормингтон — Бригитта
- Джон Карсон — Хардинг
- Франц Добровски — Де Кок
- Майкл Бруннер — Цёллер
- Гэвин Худ — Вилли
- Уилл Бернард — полисмен
- Гленн Суорт — Гроббелаар